# Fred Noonan
Frederick Joseph "Fred" Noonan (4 de abril de 1893 – desaparecido em 2 de julho de 1937, declarado morto em 20 de junho de 1938) foi um pioneiro aviador americano, que inaugurou muitas rotas aéreas comerciais sobre o Pacífico durante a década de 1930. Foi visto pela última vez em Lae, Nova Guiné, em 2 de julho de 1937, e desapareceu juntamente com Amelia Earhart em algum ponto do Pacífico Central durante uma tentativa de circum-navegação aérea do globo.